# Solberga kyrka, Skåne
Solberga kyrka är en kyrkobyggnad i Solberga. Den tillhör Villie församling i Lunds stift. Kyrkan var tidigare församlingskyrka i Solberga församling.

## Kyrkobyggnaden
Solberga kyrka byggdes 1865 efter att man rivit den gamla kyrkan i gråsten från tidig medeltid. Kyrkan ansågs för liten för att rymma det då stora antalet kyrkobesökare, bl.a. från gårdsfolket på Torsjö säteri som tillhörde Solberga socken. En skulpterad Kristusbild från den gamla kyrkan finns bevarad.

## Kyrkogården
På Solberga kyrkogård ligger en rad bemärkta personer begravda. Bland dem finns en självlärd urmakare och klockgjutare Ola Larsson som var upphovsman till det välkända klockgjuteriet i Ystad, M & E Ohlssons klockgjuteri. Ola Larsson var som 80-åring med och göt om klockan i Storkyrkan i Stockholm samt en rad andra kyrkklockor över hela landet. För detta fick han bl.a. Patriotiska sällskapets guldmedalj som i avgjutning pryder gravstenen. Bland andra personer märks en rad framstående präster och en man vid namn Potschari som importerade växter från utlandet och planterade dem på olika ställen.

## Orgel
- Den nuvarande orgeln byggdes 1866 av Johan Lambert Larsson, Ystad och är mekanisk. Orgeln har förändrats och renoverats flera gånger sedan den byggdes. Orgeln renoverades 1972 av Anders Persson Orgelbyggeri, Viken.

| Manual          | Pedal   |
| Borduna 16´ B/D | Bihängd |
| Principal 8'    |         |
| Gedakt 8'       |         |
| Fugara 8'       |         |
| Octava 4'       |         |
| Flöjt 4'        |         |
| Oktava 2'       |         |